# Gliese 453
Gliese 453 (GJ 453 / HD 103932 / HIP 58345 / LHS 319) es una estrella situada en la parte central de la constelación de Hidra, a unos dos grados y medio del límite con las constelaciones de Cuervo y Crater. Con magnitud aparente +6,97, es demasiado tenue para ser observada a simple vista. Se encuentra a 33,2 años luz del sistema solar; Gliese 432, a 4,6 años luz de distancia, es el sistema estelar más cercano a Gliese 453.
De tipo espectral K5V, Gliese 453 es una enana naranja con una temperatura superficial de 4510 K. Al igual que el Sol, su energía proviene de la fusión nuclear del hidrógeno en helio, pero su luminosidad es muy inferior al de nuestra estrella.
De características semejantes a ε Indi o Gliese 673, brilla con una luminosidad equivalente al 15 % de la luminosidad solar.
Más pequeña que el Sol, su diámetro es un 72 % del diámetro solar y su masa es un 22 % inferior.
Su metalicidad (abundancia relativa de elementos más pesados que el helio), es un 45 % mayor que la del Sol.
Gliese 453 puede ser una estrella binaria espectroscópica, figurando como tal en la base de datos ARICNS.